# Nazarje
Nazarje – wieś w Słowenii, siedziba gminy Nazarje. W 2018 roku liczyła 873 mieszkańców.